# Mazatlania fulgurata
En México es conocido como caracol paloma (Mazatlania fulgurata), originalmente descrita como Terebra fulgurata Philippi, 1846; es una especie de gasterópodo marino perteneciente a la familia Columbellidae1. Es una especie carnívora. Habita en zonas con sustrato arenoso2. 

## Clasificación y descripción
Concha de color variable, generalmente blanco con líneas axiales de color marrón en forma de zigzag, de forma más o menos fusiforme. La espira de forma cónica. La abertura es alargada. Labio sencillo3.

## Distribución
La especie Mazatlania fulgurata se distribuye desde Mazatlán, México hasta Nicaragua3.

## Ambiente
Habita en zonas arenosas, puede llegar a ser abundante de manera local2,3.

## Estado de Conservación
Hasta el momento en México no se encuentra en ninguna categoría de protección, ni en la Lista Roja de la IUCN (International Union for Conservation of Nature) ni en CITES (Convención sobre el Comercio Internacional de Especies Amenazadas de Fauna y Flora Silvestres).